# ویدوجا
ویدوجا روستایی در نزدیکی شهر برزک و در ۵۵ کیلومتری غرب کاشان و در فاصله ۱۶۵ کیلومتری شمال شهر اصفهان قرار دارد. (فاصله هوایی ویدوجا با کاشان ۲۷ کیلومتر و با اصفهان ۱۳۳ کیلومتر می‌باشد)
ویدوجا یک منطقهٔ خوش آب وهوا در دشتی بلند به ارتفاع بیش از ۱۹۸۰ متر از سطح دریا که میان رشته کوه‌های سربه فلک کشیدهٔ کرکس در جنوب و رشته کوه اردهال در شمال و درمنطقه ای که آن را سه ده می‌نامند قرار گرفته‌است. قله اردهال یا دومیر با ۳۵۰۵ متر ارتفاع در فاصله ۱۱ کیلومتری شمال غربی ویدوجا قرار دارد. ویدوجا از لحاظ فضای سبز یکی از سرسبزترین و بزرگ‌ترین و پرآب‌ترین روستاهای استان اصفهان است. روستای ویدوج به فاصله دو کیلومتری در شرق و روستای ازوار در ۲ کیلومتری جنوب ویدوجا قرار دارد که به همراه هم منطقهٔ استراتژیک سه ده کاشان را تشکیل می‌دهد که یکی از بزرگ‌ترین قطب‌های تولیدکنندهٔ گل محمدی کشور می‌باشد. از دیگر محصولات عمده این روستا می‌توان شاه توت، آلبالو، سیب، به نام برد
از جاذبه‌های گردشگری روستای ویدوجا می‌توان از منطقهٔ توریستی پاچنار با بیش از ۵۰۰سال قدمت نام برد، همچنین وجود تعدادی از بناهای کهن چهارصفه بیانگر قدمت روستا و نوع خاص زندگی اجتماعی در گذشته می‌باشد. در ابتدای روستا باقیمانده قلعه محمودآباد و در ۳کیلومتری شمال روستا و بر تپه ای مشرف به دشت سه ده بقایای موسوم به قلعه سنجده وجود دارد. مزارع پرشمار گل محمدی و دشت‌های سرسبز و کوچه باغ‌های بسیار زیبا از دیگر جاذبه‌های طبیعی ویدوجا است.

## جمعیت
این روستا در دهستان گلاب قرار دارد و براساس سرشماری مرکز آمار ایران در سال ۱۳۸۵، جمعیت آن ۹۴۷ نفر (۲۸۶خانوار) بوده‌است.
غالب مردم این روستا با گویش راجی صحبت می‌کنند.

## ورزش
ورزش روستای ویدوجا از دیرباز در تمامی عرصه ها حرفی برای گفتن داشته است و با داشتن تیم های فوتسال و والیبال در مسابقات مختلف به عناوین متعددی دست پیدا کرده است که در نوع خود خیلی حائز اهمیت است.
تیم فوتسال روستای ویدوجا که در سالهای نه چندان دور به عنوان قهرمان مسابقات کاشان شناخته می شد و باعث ترس بیشتر تیم های مطرح کاشان بود و با توجه به قهرمانی های متعددی که در مسابقات دست یافته بود در منطقه تیمی بی رقیب بود.
تیم والیبال روستای ویدوجا که متشکل از بازیکنان جوان و مستعد بود نیز توانست در مسابقات مختلف به قهرمانی برسد و از آنها به عنوان تیم برتر شهرستان در رده های روستایی یاد می شود